# جامعة ابن خلدون (تركيا)
جَامِعَةُ ابْنِ خَلْدُون (بالتركية: İbn Haldun Üniversitesi)‏ جامعة وَقْفِيَّةٌ تركية من ناحية بَشَق شَهْر في إسطنبول. للقائمين عليها عنايةٌ بالعلوم الإنسانية التي تُتَلَقَّى فيها باللسان التركي والإنكليزي والعربي. من كبار مدرّسيها خليل بِرِكْتَاي وثريا فاروقي. وكان تأسيسها سنة 2015.